# Schienenverkehr in Armenien

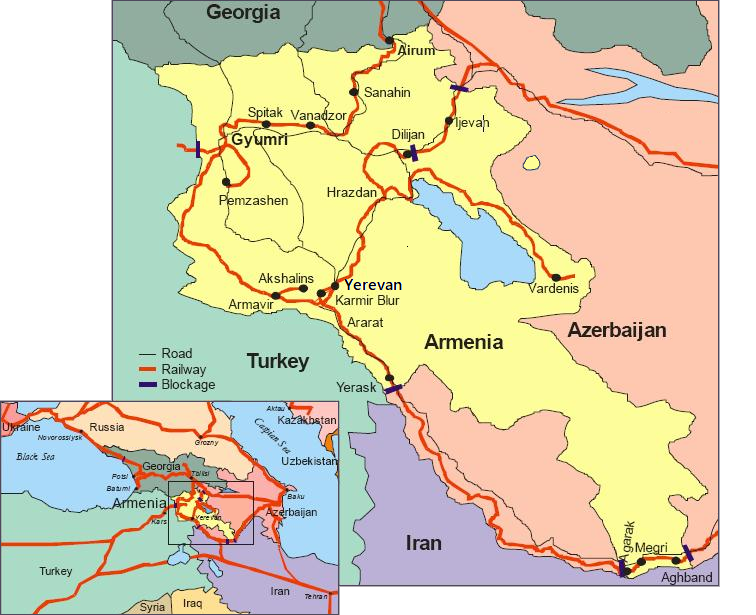
Streckennetz der Harawkowkasjan Jerkatughi (HJe)

Der Schienenverkehr in Armenien wird hauptsächlich vom vormals staatlichen Eisenbahnunternehmen Harawkowkasjan Jerkatughi (HJe) durchgeführt, einer hundertprozentigen Tochtergesellschaft der Russischen Eisenbahnen (RŽD).

## Geschichte

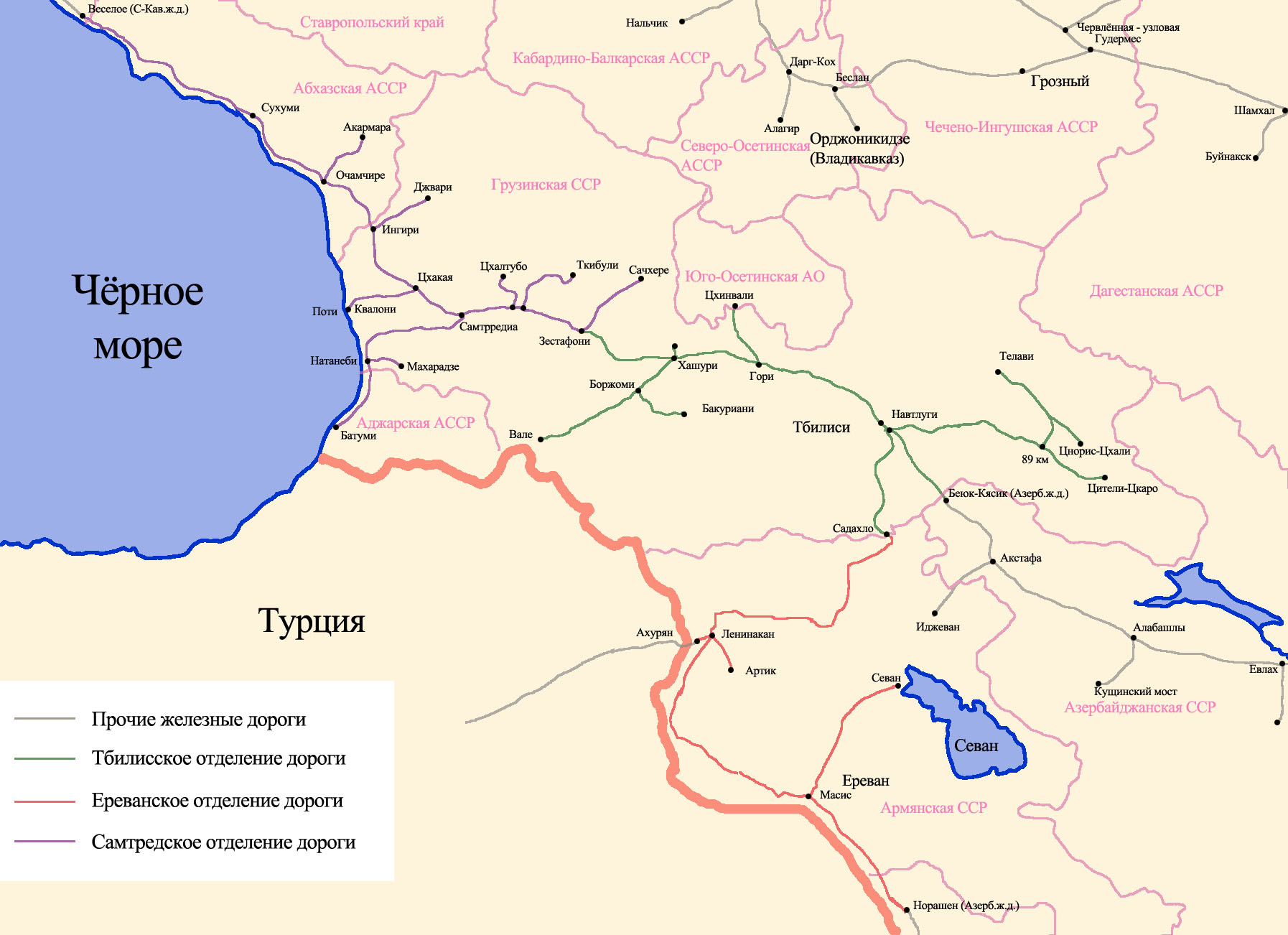
Karte der Transkaukasische Eisenbahn, die Strecken der Ереванское отделение дороги sind Rot eingezeichnet.

Die erste Eisenbahnstrecke in Armenien war die am 5. Dezember 1899 eröffnete Strecke von Tiflis über Alexandropol (heute: Gjumri) nach Kars (damals: Russisches Kaiserreich, heute: Türkei). Da Armenien damals Teil des Russischen Reichs war, wurde die Bahn in russischer Breitspur mit 1524 mm Spurweite angelegt. Dies wurde später auf 1520 mm reduziert. Am 1. Mai 1902 kam die Verbindung von Alexandropol nach Jerewan hinzu. Am Anfang des 20. Jahrhunderts folgten weitere Strecken, darunter Verbindungen nach Aserbaidschan und über Aserbaidschan in den Iran. Zur Zeit der Sowjetunion gehörten die Strecken in Armenien zur regionalen Eisenbahngesellschaft Transkaukasische Eisenbahn der Sowjetischen Eisenbahn, bei der sie als Ереванское отделение железной дороги (Jeriwanische Zweigbahn) geführt wurden.
Während dem 1988 wieder ausgebrochenen Bergkarabachkonflikt wurden die Eisenbahnverbindungen mit der Türkei und Aserbaidschan unterbrochen und nicht wieder in Betrieb genommen. Nach der Auflösung der Sowjetunion gehörten die Eisenbahnstrecken in Armenien ab 1991 zur staatlichen Հայկական երկաթուղի (Haykakan yerkat’ughi /Armenische Eisenbahn), die in einer geschlossenen Aktiengesellschaft organisiert war.
Die Staatsbahn wurde 2008 privatisiert und eine 30-jährige Konzession an die Harawkowkasjan Jerkatughi (Südkaukasische Eisenbahn) vergeben. Dabei wurden die Eisenbahnfahrzeuge an Harawkowkasjan Jerkatughi übertragen, während das Eigentum an der Eisenbahninfrastruktur beim armenischen Staat verblieb. Um die Konzession hatte sich auch die indische RITES beworben, die aber ihr Angebot zurückzog.
2023 zählte die Eisenbahn in Armenien 538.000 Reisende, davon 57.000 im internationalen Verkehr nach Georgien. Hier bestanden zwei Verbindungen von Jerewan, eine nach Tblissi und eine nach Batumi.

## Strecken

### Netz der armenischen Eisenbahn

#### Gegenwart

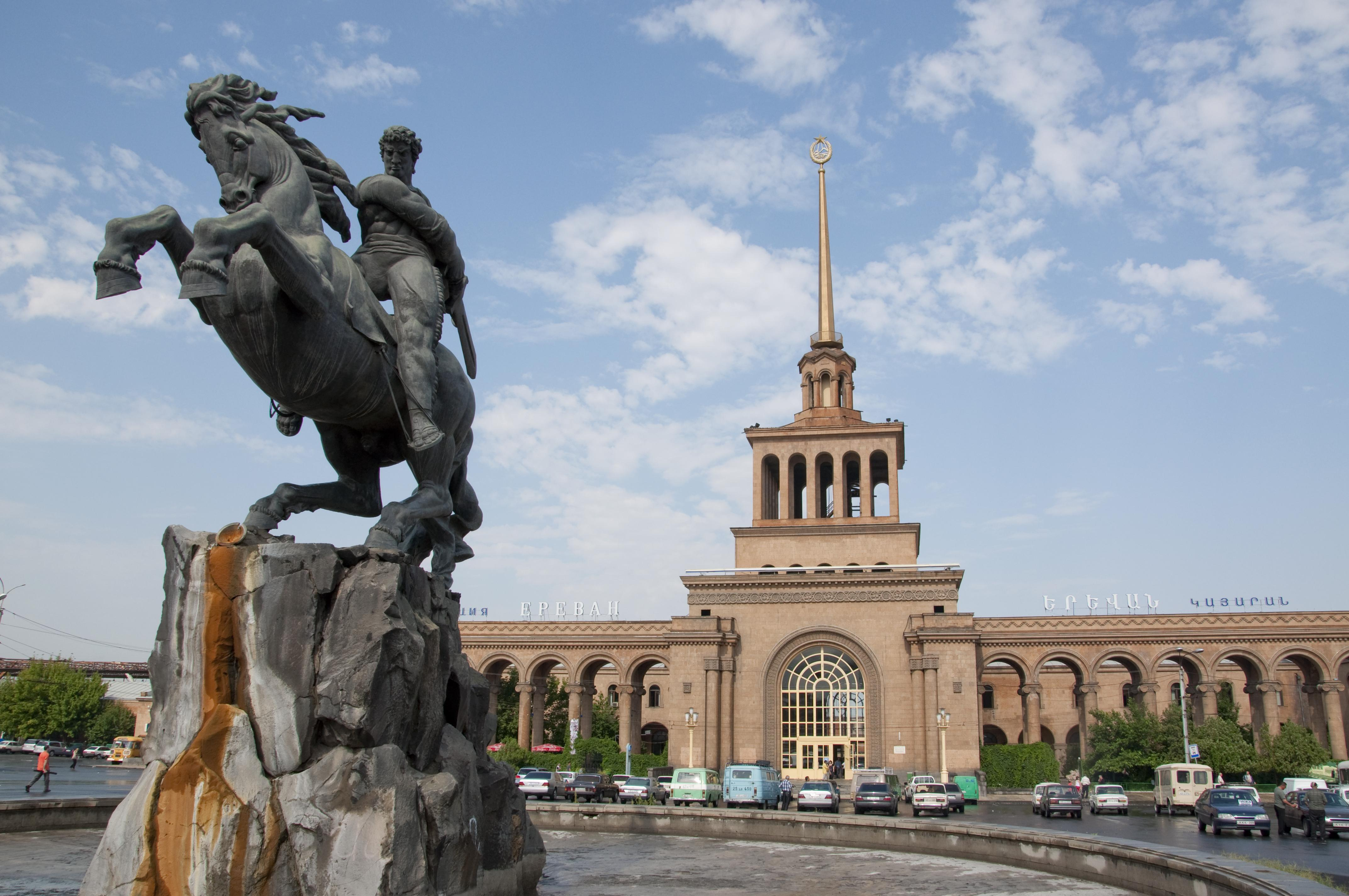
Bahnhof Jerewan, die Statue davor zeigt David von Sasun, der Held des armenischen Nationalepos

2017 war das betriebsfähige Schienennetz Armeniens 694 km lang, wovon aber nur ungefähr 370 km befahren werden. Es sind dies:
- der in Armenien gelegene Abschnitt der Bahnstrecke Tiflis–Jerewan von der Hauptstadt Jerewan zur Grenze mit Georgien, wo sich der einzige noch in Betrieb befindliche Grenzbahnhof Armeniens, Ayrum, befindet.
- der in Armenien gelegene Abschnitt der Bahnstrecke Jerewan–Dscholfa, der in der Verbindung Jerewan–Jerasch ausschließlich von Reisezügen befahren wird. Die in der aserbaidschanischen autonomen Republik Nachitschewan liegende Fortsetzung der Strecke ist unterbrochen.
- ein Teil der Bahnstrecke Jerewan–Sotk bis nach Wardenis.[1]

Einige Strecken werden wegen der politischen Situation nicht mehr unterhalten und betrieben. Dazu zählen die folgenden Strecken:
- Bahnstrecke Ağstafa–Atarbenian, deren Betrieb jenseits des Bahnhofs Dilidschan bis zur aserbaidschanischen Grenze eingestellt ist und
- der in Südarmenien liegende, vom übrigen armenischen Netz isolierte Abschnitt Nrnadsor–Agarak der ehemaligen Bahnstrecke (Baku)–Ələt–Culfa.[6]

Alle Strecken sind eingleisig, mit 3 kV Gleichstrom elektrifiziert und für 23,5 t Achslast ausgebaut. Die Strecken befinden sich aufgrund ungenügender Bauunterhaltung in schlechtem Zustand. Es gibt viele Langsamfahrstellen, die nur mit 30 km/h befahren werden können. Auf sanierten Streckenabschnitten sind 60 km/h zulässig.

#### Zukunft
Eine Machbarkeitsstudie für den Bau einer 316 km langen eingleisigen elektrifizierten Strecke, die von der bestehenden Strecke Jerewan–Wardenis abzweigt und über Gawar nach Meghri in Südarmenien an der Grenze zu Iran führt befindet sich in Arbeit.

### Metro Jerewan
1981 wurde die Metro Jerewan, das U-Bahn-System der Hauptstadt, eröffnet. Eine einzelne 13,4 km lange Strecke in russischer Breitspur führt von Nordosten nach Südwesten durch die Stadt. Es werden Züge des Typs Metrowagonmasch 81-717/714 eingesetzt. Eine Verlängerung im Norden ist im Bau, eine zweite Strecke geplant.

### Pioniereisenbahnen
In den Städten Jerewan und Gjumri wurden Pioniereisenbahnen betrieben. Die Kindereisenbahn Jerewan wird heute noch, allerdings von Erwachsenen, als Parkeisenbahn betrieben, während die Leninakan-Kindereisenbahn in Gjumri ihren Betrieb nach dem Erdbeben von Spitak 1988, bei dem das Depot einstürzte, nicht mehr aufnahm.